# Tetragnatha caporiaccoi
Tetragnatha caporiaccoi là một loài nhện trong họ Tetragnathidae.
Loài này thuộc chi Tetragnatha. Tetragnatha caporiaccoi được miêu tả năm 1993 bởi Platnick.